# Чарлс Огастус Милвертон
„Чарлс Огастус Милвертон” (енгл. The Adventure of Charles Augustus Milverton) је једна од 56 приповедака о Шерлоку Холмсу које је написао Артур Конан Дојл и седма је прича у збирки кратких прича Повратак Шерлока Холмса. Објављена је у америчком часопису Collier's 26. марта 1904, као и у британском часопису The Strand Magazine у априлу исте године.

## Радња
Шерлока Холмса је унајмила леди Ева Блеквел да преузме њена компромитујућа писма од уцењивача: Чарлса Огастуса Милвертона, који изазива више одбојности код Холмса него било који од 50-ак убица у његовој каријери. Милвертон је „краљ уцењивача”. Он захтева 7.000 фунти за писма, која би, ако би се дала трећим лицима, изазвала скандал који би окончао веридбу леди Еве. Холмс нуди 2.000 фунти, све што леди Ева може да плати, али Милвертон инсистира на првобитној цени. Писма му вреде 7.000 фунти, објашњава он, зато што жели да направи пример од леди Еве; у његовом је дугорочном интересу да осигура да његове будуће жртве уцене буду „отвореније за разум” и да му плате шта жели, знајући да ће их уништити ако то не учине. Холмс одлучује да поврати писма на било који начин, пошто је Милвертон себе ставио ван граница морала.
Холмс посећује Милвертонову кућу у Хемпстеду, прерушен у водоинсталатера, како би проучио план куће и Милвертонову дневну рутину. Он негује познанство са Милвертоновом кућном помоћницом и чак се вери са њом. Ово прилично шокира доктора Вотсона, али Холмс га уверава да има омраженог ривала који ће ускочити када водоинсталатер нестане. Холмс је сазнао где Милвертон држи своје папире за уцене (сеф у његовој радној соби) и планира да те ноћи провали у Милвертонову кућу. Вотсон полази са њим.
Њих двојица проваљују у радну собу, али баш у тренутку када Холмс крене да отвори сеф, Милвертон уђе, иако је у том тренутку требало да спава у кревету. Холмс и Вотсон се крију иза завесе, док Милвертон има поноћни састанак са наводном слушкињом која нуди да прода писма која би компромитовала њену господарицу.
Ова жена је заправо једна од Милвертонових бивших жртава, чији је муж сломљеног срца умро када она није хтела да плати Милвертону и он је открио њену тајну. Сада она освети свог мужа тако што убије Милвертона, а затим му изгази лице.
Вотсон инстинктивно пожели да изјури и заустави пуцњаву, али га Холмс обуздава. Холмс разуме, а Вотсон моментално схвата, „да то није била наша ствар; да је правда надвладала зликовца...” Жена бежи, а Милвертоново домаћинство су пробудили пуцњи. Током Милвертонове смрти, сви његови папири за уцене су били у сефу са благо одшкринутим вратима. Холмс баца ову масу компромитујућег материјала у Милвертонов запаљени камин, упркос ризику да буде откривен и ухваћен. Након тога, Холмс и Вотсон беже кроз башту и преко зида. Вотсон мора да се ослободи прогонитеља који га је зграбио за ногу.
Следећег јутра, инспектор Лестрад долази у Улицу Бејкер да тражи Холмсову помоћ у истрази Милвертоновог убиства, које приписује двојици провалника виђених како беже преко зида баште. Он има опис једног од њих: „средовечни, снажно грађен човек четвртасте вилице, дебелог врата, бркова...” Холмс овај опис назива нејасним. „Па, можда је то опис Вотсона!” каже он, што забавља Лестрада. Међутим, Холмс одбија Лестрадов захтев: „Моје симпатије су са криминалцима и нећу се бавити овим случајем”.
Касније Холмс препознаје лице жене која је убила Милвертона. Он показује Вотсону њену фотографију изложену у излогу међу фотографијама других познатих личности. Вотсон препознаје име њеног славног мужа, али Холмс прстом на уснама захтева тишину. Вотсон уверава своје читаоце да је убица у питању ван домашаја закона [тј. покојник] и да су одређени детаљи прикривени како нико не би био повређен.

## Време радње
Према временској линији канона Шерлока Холмса коју је извео Вилијам С. Баринг-Гулда, догађаји из ове приповетке одиграли су се 1899. године. Лесли С. Клингер је такође смесио причу у 1899. у својој временској линији канона. То је било девет година након необичне смрти Чарлса Огастуса Хауела, стварне инспирације за лик Милвертона.

## Инспирација
Лик Чарлса Огастуса Милвертона заснован је на правом уцењивачу, Чарлсу Огастусу Хауелу. Он је био трговац уметнинама који је уцењивао непознат број људи, укључујући уметника Дантеа Габријела Росетија.
Дојлово књижевно надахнуће често је долазило из његовог природног интересовања за злочин, а није имао толеранцију према предаторима. Хауел је умро 1890. у околностима необичним као у било ком од Дојлових дела: Његово тело је пронађено у близини паба у Челсију са постхумно пререзаним грлом, као и са новчићем у устима. Присуство новчића је било познато као критика оних који су криви за клевету.
Ова прича је такође инспирисана приповетком о А. Џ. Рафлсу „Намерно убиство”, коју је написао Е. В. Хорнунг, према Ричарду Ленселину Грину.

## Историја објављивања
Приповетка је објављена у америчком часопису Collier's 26. марта 1904, као и у британском часопису The Strand Magazine у априлу исте године. Прича је објављена са шест илустрација Фредерика Дора Стила у часопису Collier's и са седам илустрација Сиднеја Паџета у часопису The Strand Magazine. Уврштена је у збирку кратких прича Повратак Шерлока Холмса, која је објављена у САД у фебруару 1905. и у Великој Британији у марту исте године.

## Адаптације

### Филм и телевизија
Прича је 1922. адаптирана као кратки неми филм под називом Чарлс Огастус Милвертон, који је био део филмског серијала са Еје Норвудом у улози Шерлока Холмса.
Филм Нестали Рембрант из 1932. године, део филмског серијала из 1931–1937, са Артуром Вонтнером у улози Холмса, лабаво је заснован на овој причи.
Приповетка је верно адаптирана у серији Шерлок Холмс из 1965. године, са Дагласом Вилмером као Холмсом и Беријем Џоунсом као Милвертоном. Једина разлика у односу на причу је идентитет Милвертоновог убице.
Совјетски телевизијски филмски серијал Авантуре Шерлока Холмса и др Вотсона приказао је случај под називом „Краљ уцене”. Била је то прва од три епизоде које се тичу професора Моријартија. У овој верзији је Милвертон био члан банде, пошто су у његовој канцеларији пронађени одређени папири који су помогли да се професор умеша. Наводи се да се муж даме која је убила Милвертона зове лорд Кристофер Хаксли, стар 42 године, а Холмс чита чланак о његовој смрти на почетку епизоде. Холмс касније прилази дами како би добио горепоменуте папире које је понела са собом.
Прича је веома проширена када ју је Џереми Пол адаптирао за телевизијску серију Авантуре Шерлока Холмса са Џеремијем Бретом у главној улози. Ово је постала дугометражна епизода из 1992. године „Мајстор уцењивач” и представила је Роберта Хардија као истоименог негативца Милвертона. Холмсов однос са кућном помоћницом је проширен, дозвољавајући Брету да сугерише Холмсову скривену нежност и неспособност, или неспремност, да се препусти стварима срца. Милвертоново лице се не приказује све док га Вотсон не сретне док гледа уметничка дела у галерији; пре овога, Милвертон нешто чита, или је приказан из даљине, или је једноставно посматран с леђа. Његова смрт, укључујући језиво гажење његовог лица, верно је прилагођена, али Холмс и Вотсон на крају не гледају у Милвертоновог убицу, пошто је убица идентификован. Одступајући од првобитне приче, Холмс има сасвим другачије мишљење о крају случаја. Он тражи од Вотсона да не бележи случај, сматрајући да садржи непријатне околности, док је у оригиналној причи Холмс мало ведрији, што показује његова шала Лестраду, која је изостављена у овој адаптацији.
Епизода „Прекидач мртваца” криминалистичке серије Елементарно лабаво прилагођава причу, са Милвертоном као професионалним уцењивачем који контактира своје „клијенте” и спречава сопствено разоткривање тако што их обавештава да има саучесника који ће дистрибуирати штетни материјал ако он буде ухапшен. Милвертон је привучен Холмсовој пажњи када уцењује породицу жртве силовања. Случај постаје компликован када Холмс присуствује Милвертоновом убиству док се инфилтрира у његову кућу како би преузео инкриминишуће снимке. Холмс је приморан да лоцира Милвертоновог саучесника, који има приступ свом Милвертоновом материјалу и упутствима да га постави на интернет ако Милвертон буде ухваћен или убијен.
Трећа сезона телевизијске серије Шерлок приказује „Чарлса Огастуса Магнусена”, којег тумачи Ларс Микелсен, као примарног антагонисту. Епизода „Његов последњи завет” емитована је 12. јануара 2014. године. У њој се открива да Чарлс Магнусен чува информације којима уцењује своје жртве у сопственој умној палати (у својој глави), само повремено набављајући штампане копије. Упркос томе што је Мајкрофт упозорио Шерлока да остави Магнусена на миру јер је повремено користан за владу, Шерлок га убија како би ослободио Џона његове моћи и гарантовао Мерину безбедност, пошто Шерлок схвата, користећи своју умну палату, да нема стварних доказа о тренутку његове смрти.
Епизода „Портрет учитеља” луткарске телевизијске серије Шерлок Холмс је лабаво заснована на причи. У њој, портрет наставника историје Чарлса Огастуса Милвертона који Бепо црта на часу, он сам одузима. За Милвертона се каже да је најтежи са ученицима у школи Битон и Бепо тражи од Холмса да га врати. Холмс и Вотсон проваљују у зборницу где виде ученицу Агату, коју Милвертон приватно подучава јер је превише нервозна да би похађала час са другим ученицима. Она им каже да је љубазан и у ствари проналазе Милвертона, који се враћа у своју собу због шокантног призора.
Епизода „Фантом из Вајтчепела, други чин” јапанске анимиране серије Моријарти Патриота, представља Чарлса Огастуса Милвертона као антагонисту. У причи, група појединаца убија проститутке и окривљује Џека Трбосека у нади да ће покренути насилну револуцију како би збацила владу, сејући раздор између Скотланд Јарда и групе грађана. На крају приче, појединце убија Моријарти, али се открива да је Чарлс Огастус Милвертон тајно осмислио план. Милвертон идентификује Моријартија како напушта место убистава помоћу телескопа и додаје Моријартијево име на мистериозну листу.

### Радио и аудио драме
Радио адаптација под називом „Чарлс Огастус Милвертон” емитована је као епизода америчке радио-серије Авантуре Шерлока Холмса. Епизода, коју је драматизовала Едит Мејзер, емитована је 18. маја 1931, са Ричардом Гордоном као Шерлоком Холмсом и Лијем Ловелом као др Вотсоном.
Мејзерова је такође адаптирала причу за америчку радио-серију Нове авантуре Шерлока Холмса, са Бејзилом Ратбоном као Холмсом и Најџелом Брусом као Вотсоном. Епизода под називом „Авантура Чарлса Огастуса Милвертона” емитована је 4. децембра 1939. године.
Прича је комбинована са Црвеном нити за радио-адаптацију под називом „Др Вотсон упознаје господина Шерлока Холмса”, која је емитована на BBC Light програму 5. октобра 1954. као прва у низу епизода у којима су глумили Џон Гилгуд као Холмс и Ралф Ричардсон као Вотсон. Епизода је емитована на радију NBC 2. јануара 1955. године.
Још једна радио-адаптација ове приче направљена је као део серије коју је продуцирао Хари Алан Тауерс, у којој су поново глимили Џон Гилгуд као Холмс и Ралф Ричардсон као Вотсон.
Мајкл Хардвик је адаптирао причу као радио драму из 1961. која је емитована на BBC Light програму, као део радио серије из 1952–1969, у којој су се појавили Карлтон Хобс као Холмс и Норман Шели као Вотсон.
Аудио драма заснована на причи објављена је 1970. на LP плочи. Холмсу је глас дао Роберт Харди (који је касније играо Милвертона у телевизијској адаптацији 1992), а Вотсону је глас дао Најџел Сток (који је такође играо Вотсона у телевизијској адаптацији 1965). Драматизовали су је и продуцирали Мајкл Хардвик (који је такође адаптирао радио адаптацију из 1961) и Моли Хардвик.
Адаптација приче емитована на BBC радију 1978. године, у којој су глумили Бари Фостер као Холмс и Дејвид Бак као Вотсон.
„Чарлс Огастус Милвертон” је драматизован за BBC Radio 4 током 1993. године од стране Берта Кулса као део радио-серије из 1989–1998. у којој су глумили Клајв Мерисон као Холмс и Мајкл Вилијамс као Вотсон. Поред њих се појавио Питер Вон као Милвертон.
Прича је 2008. адаптирана као епизода Класичних авантура Шерлока Холмса, серијала у америчкој радио-емисији Imagination Theatre, у којој су глумили Џон Патрик Лоури као Холмс и Лоренс Алберт као Вотсон. Чарлса Огастуса Милвертона играо је творац ове емисије, Џим Френч.

### Остали медији
Ова прича, заједно са приповеткама „Нестанак леди Френсис Карфакс”, „Празна кућа” и „Савез риђокосих”, дала је изворни материјал за позоришну представу Повратак Шерлока Холмса.
У књизи игара Џералда Линца из 1987. Смрт у кулама Еплдор (Соло мистерије Шерлока Холмса број 3) Вотсонов рођак, Холмсов штићеник, истражује Милвертоново убиство након што је Холмс одбио да то уради.
У збирци кратких прича Доналда Томаса, Тајни случајеви Шерлока Холмса (1997), Вотсон „признаје” да је Милвертон, у ствари, био псеудоним који се користио за правог Чарлса Огастуса Хауела. Прича такође служи као основа за Томасову приповетку у истоименој збирци „Погубљење Шерлока Холмса”, у којој Милвертонов брат Хенри (и неколико других рођака Холмсових прошлих противника) киднапују Холмса и приређују квазисуд, стављајући Холмса на „суђење” због убиства Милвертона.